# 나의 빅사이즈 남사친
나의 빅사이즈 남사친(A BIG Love Story)은 미국에서 제작된 2012년 코미디, 멜로/로맨스 영화이다.

## 출연

### 주연
- 로비 캘러 : 샘 역
- 토미 스나이더 : 마일스 역
- 질리안 레이 : 캐시 역

### 조연
- 제스 알렌 : 타이슨 역
- 웬디 워싱턴 : 몰리 역
- 브루노 올리버 : 닥터 제닝스 역
- 필립 사이먼 : 프렌치 웨이터 역
- 커일 칼빈 : 조 역
- 티메아 사기 : 타미 역
- 콘스턴스 리스 : 라쇼나 역
- 재클린 어모프 : 진저 역